# Labioplastia

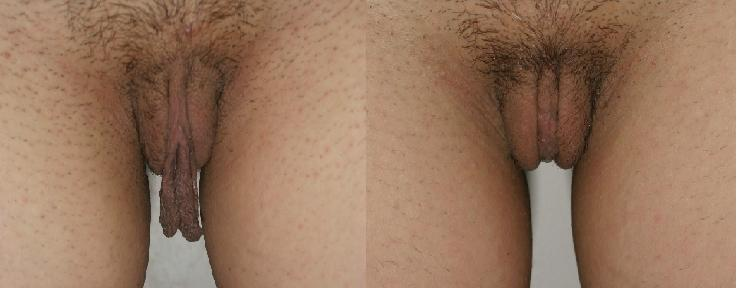
Antes e depois de uma operação de labioplastia íntima

Labioplastia ou ninfoplastia é uma cirurgia plástica que consiste na remoção de pele dos lábios vaginais. É utilizada geralmente para correção estética dos lábios vaginais quando estes crescem de forma anormal ou quando um cresce mais que o outro. Geralmente a relação sexual de uma mulher com lábios vaginais fora do padrão causa um pouco de dor devido a fricção do pênis que os puxa para dentro do canal vaginal e ocorre também desconforto psicológico para a mulher, pois fica constrangida em mostrar seu órgão sexual ao parceiro ou ao usar determinados tipos de roupas.
Os pequenos lábios podem existir numa variedade enorme de formas: uns são alongados, curtos, outros possuem dobras e ondulações. Algumas das mulheres do povo san da África do Sul podem ter lábios vaginais alongados de até 11 cm de comprimento. Sua função é a proteção contra bactérias e lubrificação local. Podem ficar maiores devido a uma série de fatores como à puberdade, gravidez, parto, esticamento usado em algumas culturas, uso de anabolizantes, traumas ou genética.

## Motivações

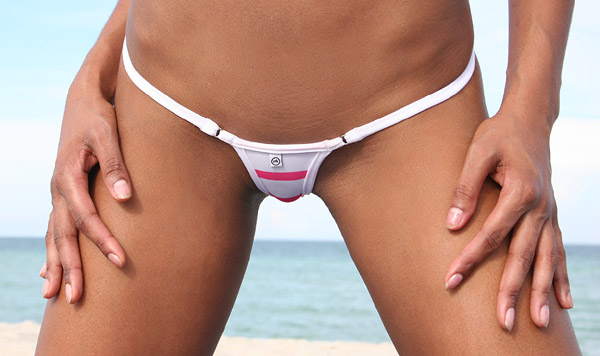
Calcinha minúscula

As labioplastias são realizadas porque as mulheres que lutam contra a dor labial sabem que a labioplastia é uma opção. Alguns médicos e os principais meios de comunicação indicavam, em 2011, que a ampla disponibilidade da pornografia aumentou a demanda por labioplastia.  As tendências da moda como lingeries, os biquínis, a depilação com cera ou depilação dos pêlos pubianos aumenta a visibilidade dos lábios proeminentes. A intervenção é muitas vezes objeto de artigos em revistas femininas, com imagens de antes e depois.  Um estudo de 2019, com cerca de 1% dos casos anuais de labioplastia, descobriu que, embora a pornografia não possa ser eliminada como uma influência, seu papel é menor quando comparado a outros fatores.

## Custo e Acessibilidade
A ninfoplastia é um procedimento cujo custo, quando realizado de forma particular, pode variar significativamente. Os fatores que influenciam o preço incluem o local onde a cirurgia será realizada (hospital ou clínica), a localização geográfica, a experiência do cirurgião e as técnicas empregadas. No Brasil, o valor médio da cirurgia pode oscilar entre R$5.000 e R$25.000.
Além do custo do procedimento em si, os pacientes também devem considerar despesas adicionais, como consultas pré-operatórias, cuidados pós-operatórios e possíveis medicamentos.

## SUS
No Brasil, a cirurgia íntima pode ser realizada através do Sistema Único de Saúde (SUS). Para isso, as mulheres devem ser avaliadas por um ginecologista do SUS, que precisa comprovar que o procedimento possui uma justificativa clínica, além de questões estéticas, para então encaminhar a paciente a um cirurgião. Após as consultas e o atendimento de todos os pré-requisitos, a paciente é colocada em uma fila de espera para a realização da cirurgia.

## Pós-operatório

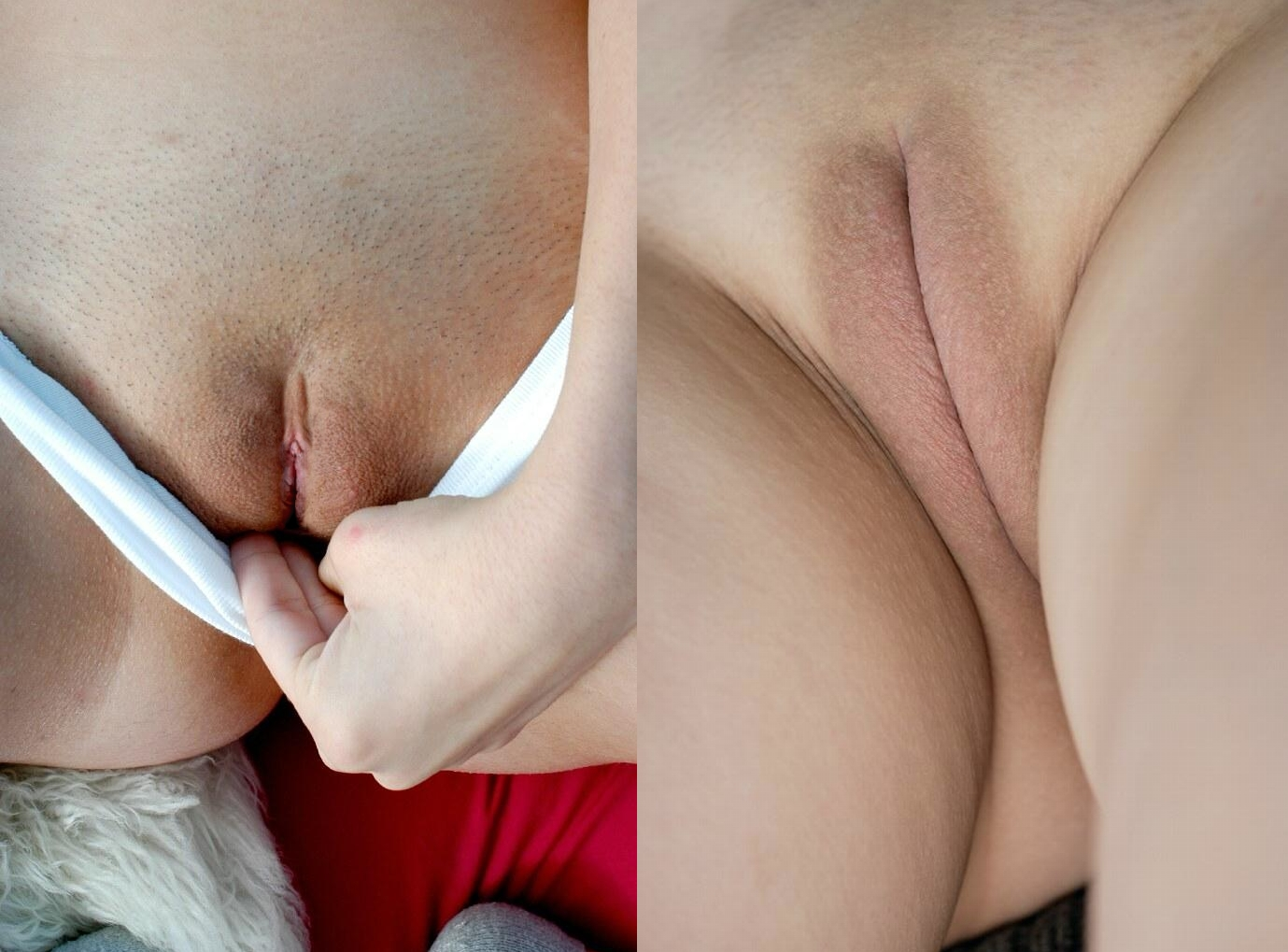
Redução completa dos pequenos lábios e do capuz do clitóris

É considerado como descomplicado. A região torna-se inchada e às vezes fica arroxeada. Geralmente após 14 dias esse quadro é revertido. A paciente pode retornar as suas atividades laborais em 3 dias, caso não faça esforços físicos. As relações sexuais são interrompidas por 21 dias. Existe a possibilidade de alteração de sensibilidade de forma não permanente.